# 城長茂
城 長茂（じょう ながもち）は、平安時代末期から鎌倉時代前期にかけての越後国の武将。初諱は助茂で後に長茂に改称した。越後平氏の一族で城資国の子、資永（助長）の弟。

## 略歴
「白河御館」と呼ばれていたことから、越後国蒲原郡白河荘（新潟県北蒲原郡東南部）に居館を置いていたと推測される。治承5年（1181年）2月、平氏政権より信濃で挙兵した木曾義仲追討の命を受けていた兄の資永が急死したため、急遽、助茂が家督を継ぎ、この頃、「長茂」と改称した。
同年6月、惣領家の平清盛の命を受けて信濃に出兵した。長茂は同族の平家から絶大な期待を寄せられていたが、長茂は短慮の欠点があり、軍略の才に乏しく、1万の大軍を率いていながら3,000ほどの義仲軍の前に大敗した（横田河原の戦い）。その直後、長茂は奥州会津（「藍津之城」＝陣が峰城）へ入るが奥州藤原氏の攻撃を受けて会津をも追われ、越後の一角に住する小勢力へと転落を余儀なくされる（『玉葉』寿永元年七月一日条）。
同年8月15日、惣領家の平宗盛による義仲への牽制として越後守に任じられる。都の貴族である九条兼実や吉田経房は、下級貴族が地方に下向して、豪族として土着した者の末裔の長茂の国司任官・藤原秀衡の陸奥守任官を「天下の恥」「人以て嗟歎す」と非難している。しかし、長茂は「良家之子」と自認して、帯刀流・平維繁の一族で諸大夫の家に出自するという自己認識を貫いた。しかし越後守となるも長茂は国衙を握る事は出来なかった。寿永2年（1183年）7月の平家都落ちと同時に越後守も罷免された。
その後の経歴はほとんどわかっていないが、元暦2年（1185年）に平氏が滅亡して源頼朝が覇権を握ると、長茂は囚人として扱われ、梶原景時に身柄を預けられる。文治4年（1188年）9月、熊野の僧・定任のとりなしで頼朝と対面する。頼朝との面会の際、長茂は白の水干に立烏帽子を被っていた。これは長茂が横田河原合戦の後に平氏政権から従五位下・越後守に叙任されていたからであると考えられる。そして、畠山重忠と梶原景時を最前として二列に座す御家人達の間を通り過ぎ、頼朝のいる簾中を背にして横敷の座に着いた。景時がそこは頼朝の座るところである旨を告げると、長茂は「知らなかった」と言って立ち上がり、すぐにその場から退出したと言う。囚人の立場であるにもかかわらず、頼朝の面前でも臆さない長茂の態度は、武家貴族・平維茂の子孫という自尊心に支えられていた。翌文治5年（1189年）の奥州合戦では、景時の仲介により従軍することを許され、武功を挙げる事によって御家人に列せられた。
頼朝の死後、正治2年（1200年）の梶原景時の変で庇護者であった景時が滅ぼされると、1年後に長茂は軍勢を率いて上洛し、京において幕府打倒の兵を挙げる。正治3年（1201年）、軍を率いて景時糾弾の首謀者の1人であった小山朝政の三条東洞院にある屋敷を襲撃した上で、後鳥羽上皇に対して幕府討伐の宣旨を下すように要求したが、宣旨は得られなかった。そして小山朝政ら幕府軍の追討を受け、最期は大和吉野にて討たれた（建仁の乱）。享年50。
身長は七尺（約212cm）の大男であったという。